# 譚·戈倫夫
譚·戈倫夫（英語：Tom Grunfeld，也译做汤姆·戈尔菲尔德；1946年5月22日—）, 1946年生，紐約州立大學帝國州立學院特聘教授，主要研究东亚史，特别是中国历史和西藏歷史。

## 学历
- 1972年毕业于紐約州立大學舊韋斯特伯里分校（英语：State University of New York at Old Westbury），获文学学士学位；
- 1973年毕业于伦敦大学亚非学院，获中国历史研究方向的硕士学位；
- 1985年毕业于纽约大学，获博士学位[3][4]。

## 生涯
他经常被要求为BBC（英國廣播公司）和CNN（有線電視新聞網國際新聞網絡）国际评论当前的中国和西藏事务。然而讨论被政治化了。纽豪斯写道，那些反对中国进入西藏的人，有时强调直覺與“更深层次的”知识，而不是收集事实，并指责戈倫夫和梅爾文·戈爾茨坦说，“他们应该懂得更多”，而不是批评20世纪50年代以前的西藏是一个封建社会。
約翰·鲍尔斯(John Powers)写道，中国和西藏的作家用情绪化的语言相互攻击，双方“坚持极端和毫不妥协的立场”。西藏作家质疑戈倫夫的正直和写作权威。鲍尔斯将戈倫夫和伊斯雷爾·愛潑斯坦归类为“热心支持中国版本的事件，在描述20世纪50年代之前西藏状况时，基本使用与中国作家相同的语言”的人，並指出戈倫夫著作明顯偏袒中國，描述部分史實不準確或有偏差。戈倫夫继续着《权力的游戏》，描绘了一幅“野蛮、剥削和原始社会”的图景，这个社会被划分为生活在富裕中的贵族阶层，而大多数人都是农奴和奴隶。
戈倫夫曾任美中人民友好协会会员，《新中国》杂志工作人员和撰稿人，關心亞洲學者委員會成员，《关注亚洲学者通讯》(现为《亚洲批判研究》Critical Asian Studies）撰稿人。据西藏流亡作家、社會活動家嘉央諾布说，戈倫夫既不会说汉语也不会说藏语，在他的书中也没有使用藏语或汉语的来源。
关于美国记者埃德加·斯诺(1905-1972)，戈倫夫得出的结论是他不是美国共产党党员，尽管他很同情:
读了几十年(20世纪20 - 60年代)斯诺的日记、无数页的信件、他的FBI档案、两篇传记、至少一篇硕士论文和无数篇文章，让我相信他不是美國共產黨的一员……在我看来，他对他们的一些想法和活动表示同情是毫无疑问的。
戈伦夫表示，在20世纪30年代之前，西方社会对西藏感兴趣的人主要是上层社会，比如殖民者、探险者等。当西方社会正经历经济大萧条之时，詹姆斯·希爾頓在1933年出版了《消失的地平線》一书，其中对香格里拉世界的完美描绘深深吸引了正在苦难中挣扎的普通人，从此西藏逐渐在西方家喻户晓。1960年代相继出版的《第三眼》、《西藏生死书》等书进一步使西藏文化在西方大众化、普及化。

## 獎項
戈倫夫獲得了眾多獎項，包括美国國家人文基金會（1984年），紐約市立大學研究基金會（1985年），和福特基金會（1993年）等機構的旅行和研究。 他也是傅爾布萊特計畫高級學者（2009年）。

## 作品
戈倫夫的博士论文题目是《革命之友:美国对中国共产党的支持，1926-1939》(纽约:国际大学微电影学院:1985)。

### 图书
著作或编辑的图书包括:
- 《现代西藏的诞生》（1987年，1996年，2015年）[12][13]中譯本於1990年出版。[14]

- 《靠她自己：從舊金山地震到中國革命的記者冒險，1917-1927》（1993年，2017年）是共黨同路人Milly Bennett的自傳[15]

- 《世界文明：來源，圖像和解釋》，第1卷（1998年，2001年，2005年）[16]
- 《世界文明：來源，圖像和解釋》，第2卷（1998年，2001年，2005年）[17]
- 《越南戰爭：文獻史》（2002年，2003年）[18]

### 文章
文章發表包括：
- “世界屋脊/評論文章”關注亞洲學者公報（1977）[19]
- “'上帝，我們有樂趣'：中國中央情報局和中美關係，”亞洲重要研究（2003年）[20]
- “重新評估西藏政策”政策研究所（2005年）[21]
- “電影評論：中國的圓眼和他們選擇中國”，亞洲重要研究（2009）[22]
- “回顧：中國共和國的外國人和外國機構”，“當代亞洲期刊”（2014年）[23]
- Grunfeld，A。Tom（1997）。Grunfeld, A. Tom. . 人文與社會科學在線。H-網 (H-網). 1997. （原始内容存档于2017-09-07）.
- “西藏與美國”，當代西藏：爭議地區的政治，發展與社會（2017）[24]

## 资料来源及进一步阅读
- . 帝國州立學院.   [2019-01-12]. （原始内容存档于2011-07-09）.
- "Tibetan-Chinese Relations—an EAA Interview with A. Tom Grunfeld", Education About Asia 14.2 (Fall 2009)
- Ingram, Paul O. Tibet, the facts (1990) Tibetan Young Buddhist Association
- Joes, Anthony James. Resisting rebellion: the history and politics of counterinsurgency (2006) University Press of Kentucky. ISBN 0-8131-9170-X
- Neuhaus, Tom, , Springer, 2012, ISBN 978-1-137-26483-1
- Powers, John. . Oxford University Press. 2004: 19. ISBN 978-0-19-988397-4.
- Sherman, Grunfeld, Markowitz, Rosner, and Heywood. World Civilization: Sources, Images and Interpretations Volume II, 3rd ed. (2001) McGraw-Hill. ISBN 0-07-241825-7
- A. Tom Grunfeld（页面存档备份，存于） WorldCat Page.